# Federico Ghiotto
Federico Ghiotto (Montecchio Maggiore, 4 dicembre 1963) è un ex ciclista su strada italiano.
Professionista dal 1986 al 1993, ottenne due vittorie.

## Carriera
Tra i dilettanti ottenne alcuni piazzamenti di rilievo, tra cui il terzo posto al Giro del Belvedere 1984 e la vittoria al Trofeo ZSŠDI a Trieste nel 1985; fu inoltre selezionato nella Nazionale di categoria per i campionati del mondo 1985.
Nel corso della carriera professionistica, durata dal 1986 al 1993, svolse principalmente ruoli da gregario; ciò nonostante nel 1991 vinse la prima tappa della Tirreno-Adriatico concludendo poi la corsa al secondo posto della classifica generale, alle spalle dello spagnolo Herminio Díaz Zabala. Tra gli altri risultati di rilievo, il terzo posto al Grand Prix Pino Cerami 1986 in Belgio e nello stesso anno un successo di tappa e il terzo posto finale alla Settimana Ciclistica Internazionale in Sicilia.
È padre del pattinatore di velocità su ghiaccio Davide Ghiotto, vincitore della medaglia di bronzo ai Giochi olimpici invernali di Pechino 2022 nei 10 000 metri.

## Palmarès
- 1983 (dilettanti)

Classifica generale Giro del Veneto e delle Dolomiti
- 1984 (dilettanti)

Trofeo Città di Castelfidardo
Coppa Penna
- 1985 (dilettanti)

Trofeo ZSŠDI
La Popolarissima
- 1986 (Vini Ricordi, una vittoria)

1ª tappa Settimana Ciclistica Internazionale (Capo d'Orlando > Biancavilla)
- 1991 (Ariostea, una vittoria)

1ª tappa Tirreno-Adriatico (Pompei > Ottaviano)

## Piazzamenti

### Grandi Giri
- Giro d'Italia

1986: 122º
1987: ritirato (16ª tappa)
1988: 90º
1991: non partito (10ª tappa)

### Competizioni mondiali
- Campionati del mondo

Giavera del Montello 1985 - In linea Dilettanti: 21º